# Tynia Gaither
Pour les articles homonymes, voir Gaither.
Tynia Gaither (née le 16 mars 1993) est une athlète bahaméenne spécialiste des épreuves de sprint.

## Biographie
Elle participe aux championnats du monde 2017 et se qualifie pour la finale du 200 m. Elle termine 8e en 23 s 07.
Elle remporte la médaille de bronze des Jeux panaméricains de 2019 en 22 s 76, derrière Shelly-Ann Fraser-Pryce et Vitória Cristina Rosa.
Elle se classe 8e des championnats du monde 2019 à Doha sur 200 m en 22 s 90.
Elle annonce la fin de sa carrière le 1er mars 2024.

## Palmarès
| Date | Compétition               | Lieu     | Résultat | Discipline | Temps   |
| ---- | ------------------------- | -------- | -------- | ---------- | ------- |
| 2017 | Relais mondiaux de l'IAAF | Nassau   | 6e       | 4 × 100 m  | 44 s 01 |
| 2017 | Championnats du monde     | Londres  | 8e       | 200 m      | 23 s 07 |
| 2018 | Championnats NACAC        | Toronto  | 6e       | 200 m      | 23 s 41 |
| 2019 | Jeux panaméricains        | Lima     | 3e       | 200 m      | 22 s 76 |
| 2019 | Championnats du monde     | Doha     | 8e       | 200 m      | 22 s 90 |
| 2022 | Championnats NACAC        | Freeport | 2e       | 200 m      | 22 s 41 |
| 2022 | Championnats NACAC        | Freeport | 2e       | 4 × 100 m  | 43 s 34 |

## Records
| Épreuve | Temps   | Lieu   | Date            |
| ------- | ------- | ------ | --------------- |
| 100 m   | 11 s 02 | Miami  | 24 avril 2021   |
| 200 m   | 22 s 41 | Eugene | 19 juillet 2022 |